# Johann Georg Schwartze
Johann Georg Schwartze (Amsterdam, 20 oktober 1814 - aldaar, 28 augustus 1874) was een Nederlandse kunstschilder.

## Leven en werk
Schwartze werd in 1814 in de Beurssteeg in Amsterdam geboren als zoon van de kunstverlakker Johann Engelbert Schwartze en Clara Eleonora Schildbach. Op jeugdige leeftijd emigreerde het ouderlijk gezin naar  Philadelphia, waar zijn vader een bedrijf begon in verven en lakken. Schwartze keerde in 1838 terug naar Europa en werd opgeleid aan de Königlich Preußische Kunstakademie Düsseldorf. Omstreeks 1843 kwam Schwartze via Duitsland in Amsterdam terecht. Hoewel dat oorspronkelijk niet zijn bedoeling was vestigde hij zich als portretschilder in deze stad. In 1845 werd hij lid van de Koninklijke Academie te Amsterdam en in 1847 van Arti et Amicitiae. In de collectie van het Rijksmuseum bevinden zich onder meer zijn zelfportret, het door hem geschilderde portet van zijn schoonvader Johann Joseph Herrmann met zijn dochter Ida Schwartze en het eveneens door hem geschilderde portret van zijn dochter Thérèse Schwartze, die van hem de opleiding tot portretschilder kreeg. Het Rijksmuseum bezit tevens diverse prenten die van diverse door hem geschilderde portretten zijn gemaakt.
Schwartze trouwde in 1846 te Koblenz met Maria Elisabeth Therese Herrmann. Hij overleed in augustus 1874 op 59-jarige leeftijd in zijn woonplaats Amsterdam. Hij werd op 2 september 1874 begraven op de Oosterbegraafplaats aldaar. Uit hun huwelijk werden vijf dochters en één zoon geboren. Naast de al genoemde schilderes Thérèse Schwartze was ook de beeldhouwster Georgine Schwartze een dochter van dit echtpaar. Hun zoon George Washington werd ook schilder. Een andere dochter, Clara Theresia, was de moeder van de schilderessen Lizzy en Theresia Ansingh (ook Thérèse en Threesje Ansingh, pseudoniem Sorella).

## Afbeeldingen van Schwartze in het rijksmuseum

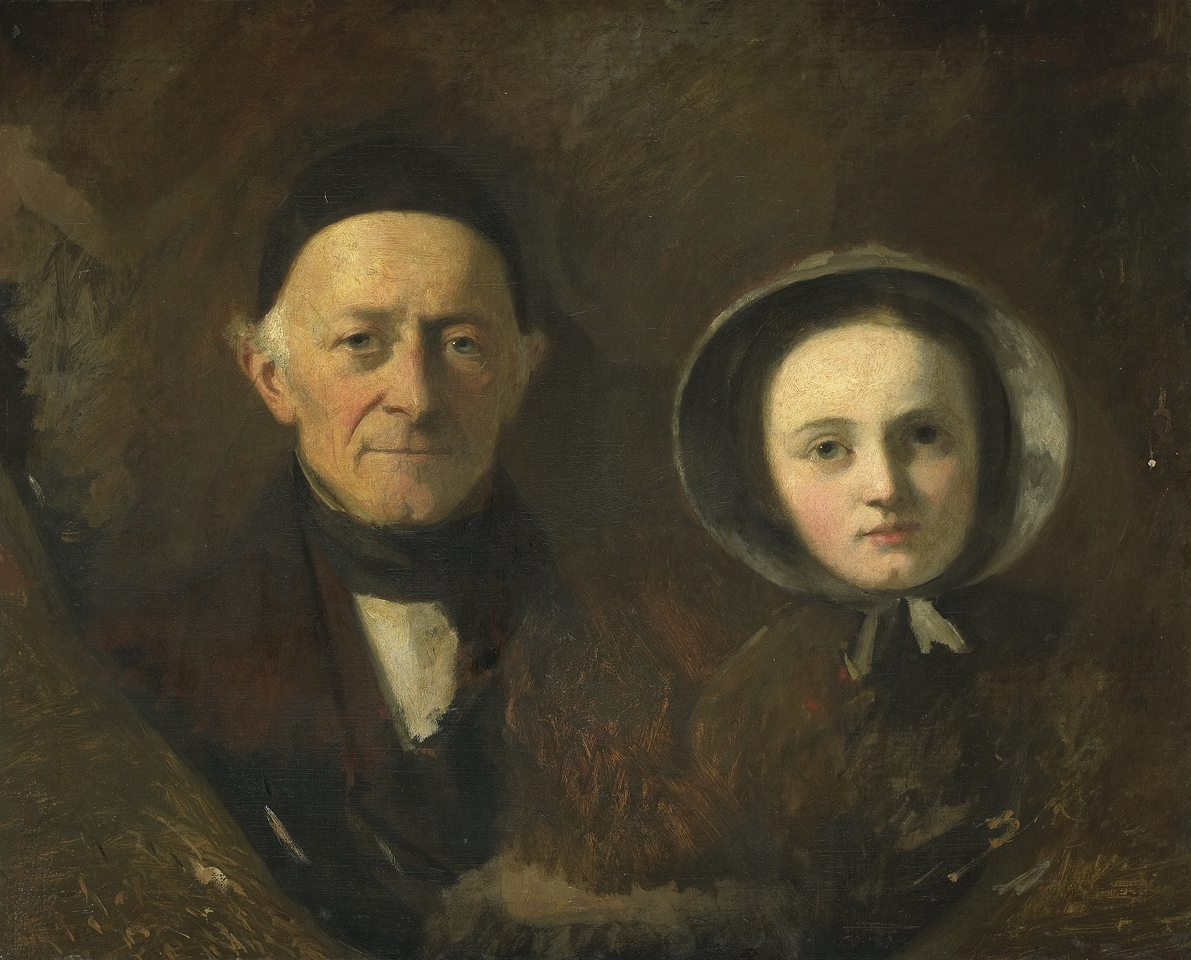
Johann Joseph Herrmann en Ida Schwartze
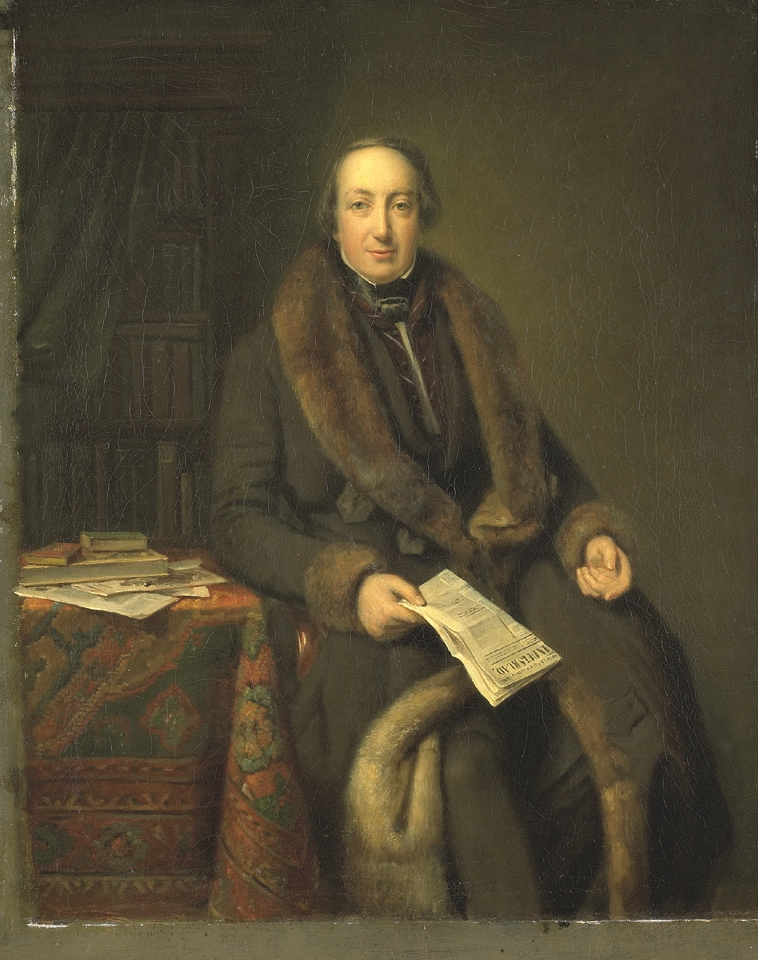
Pieter Arnold Diederichs
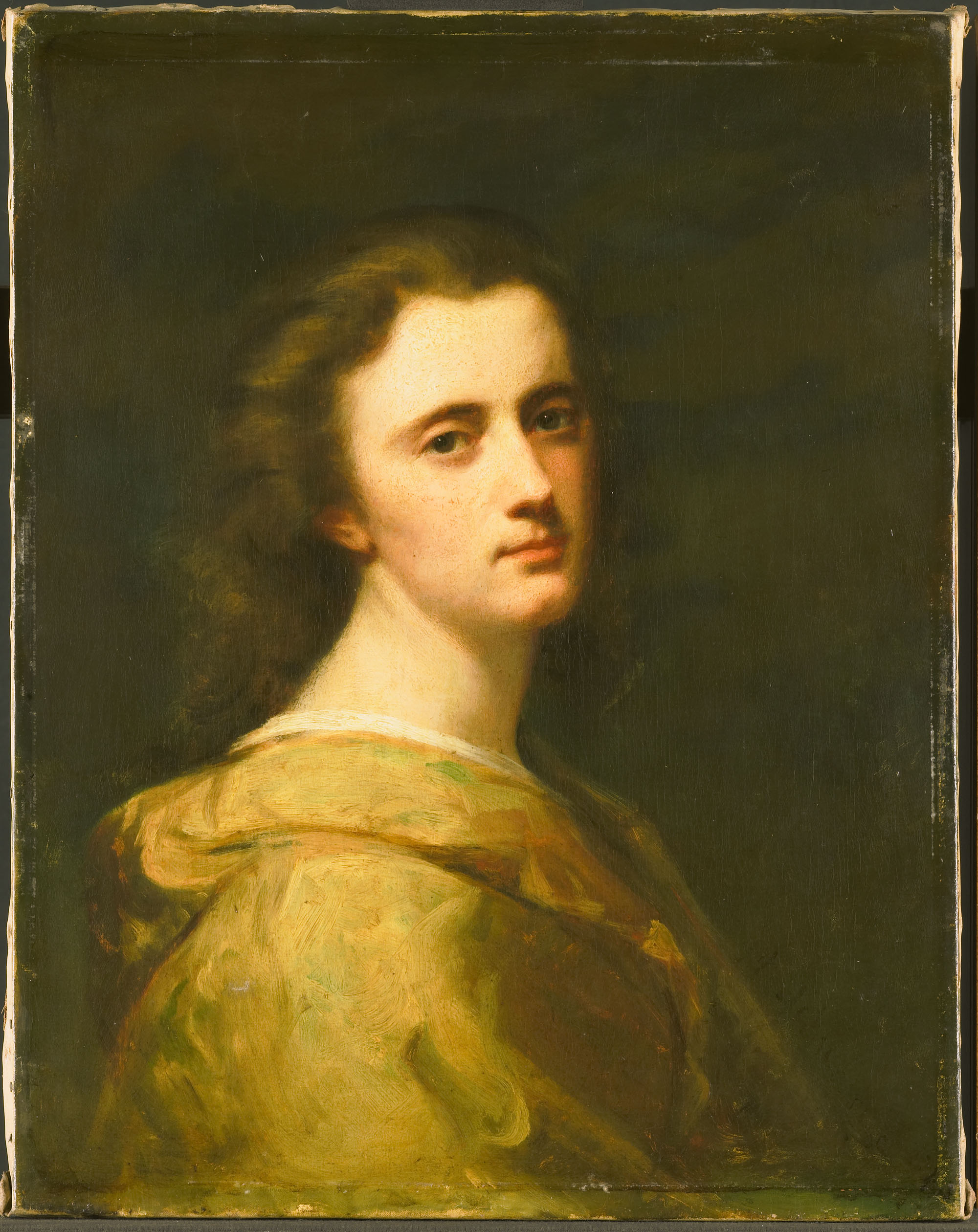
Thérèse Schwartze

- Biografisch Portaal: 84443541
- Digitale Bibliotheek voor de Nederlandse Letteren: schw021
- Gemeinsame Normdatei: 117653462
- International Standard Name Identifier: 0000 0000 6677 0826
- Library of Congress Control Number: no2025032244
- Nederlandse Thesaurus van Auteursnamen: 130967459
- RKD-Nederlands Instituut voor Kunstgeschiedenis: 71498
- Union List of Artist Names: 500000489
- Virtual International Authority File: 45085856
- WorldCat: E39PBJmxYwjdcJJWVXByxP8jYP